# 月浦白尾インターチェンジ連絡道路
月浦白尾インターチェンジ連絡道路（つきうらしろおインターチェンジれんらくどうろ）は、国道159号（重複：国道249号）津幡バイパス約10.9 kmおよび、石川県道56号七塚宇ノ気線約1.4 kmからなる延長約12.3 kmの石川県金沢市からかほく市へ至る地域高規格道路である。2004年（平成16年）3月20日に全線が開通した。
この道路と国道159号（重複：国道249号）金沢東部環状道路（金沢外環状道路）3.4 km（今町 - 月浦）によって、北陸自動車道 金沢森本ICとのと里山海道（旧能登有料道路）白尾ICとが直結することとなった。連絡道路全線には信号機は設置されていない。

## インターチェンジなど

### 津幡バイパス
- 今町JCT （国道8号金沢バイパス・国道159号金沢外環状道路山側幹線金沢東部環状道路・国道8号金沢外環状道路海側幹線）
- 今町IC
- 二日市IC
- 岸川IC
- 利屋IC
- 太田IC
- 南中条IC
- 中須加IC
- 中橋IC（石川県道217号川尻津幡線）
- 庄IC
- 舟橋JCT/IC （国道8号津幡北バイパス。以上国道8号と重複）北緯36度40分57秒 東経136度43分23秒 / 北緯36.68250度 東経136.72306度
- 能瀬IC
- 狩鹿野IC
- 内日角IC （国道159号・国道249号）北緯36度42分38秒 東経136度42分27秒 / 北緯36.71056度 東経136.70750度

### 石川県道56号七塚宇ノ気線
- 内日角IC （国道159号・国道249号）
- 白尾東IC（石川県道162号高松内灘線）
- 白尾西IC
- 白尾IC （のと里山海道）北緯36度43分12秒 東経136度41分01秒 / 北緯36.72000度 東経136.68361度